# Calycorectes duarteanus
Calycorectes duarteanus es una especie de planta con flor de la familia Myrtaceae. 
Es un árbol o arbolito endémico de Brasil, infrecuente en áreas remanentes de la mata Atlántica.
Está amenazada por pérdida de hábitat. 

## Sinonimia
- Eugenia falkenbergiana Mattos, Loefgrenia 120: 4 (2005).[2]

## Fuente
- Pires O'Brien, J. 1998.  Calycorectes duarteanus.   2006 IUCN Lista Roja de Especies Amenazadas; bajado 21 de agosto de 2007